# Zhang Caihua
Zhang Caihua, född 10 december 1964, är en friidrottare från Kina. Hon deltog vid olympiska sommarspelen 1988.